# (4330) Vivaldi
(4330) Vivaldi es un asteroide que forma parte del cinturón de asteroides y fue descubierto por Freimut Börngen el 19 de octubre de 1982 desde el Observatorio Karl Schwarzschild, en Tautenburg, Alemania.

## Designación y nombre
Vivaldi recibió inicialmente la designación de 1982 UJ3.
Más adelante, en 1990, se nombró en honor del compositor italiano Antonio Vivaldi (1680-1743).

## Características orbitales
Vivaldi orbita a una distancia media del Sol de 2,242 ua, pudiendo acercarse hasta 2,156 ua y alejarse hasta 2,327 ua. Su excentricidad es 0,03818 y la inclinación orbital 2,668 grados. Emplea 1226 días en completar una órbita alrededor del Sol.

## Características físicas
La magnitud absoluta de Vivaldi es 13,9.